# Soldatflamman
Soldatflamman (engelska: Thousands Cheer) är en amerikansk långfilm från 1943 i regi av George Sidney, med Kathryn Grayson, Gene Kelly, Mary Astor och John Boles i rollerna. I filmen medverkar även en mängd av MGM:s största stjärnor vid denna tid, bl.a. Judy Garland, Mickey Rooney, June Allyson, Red Skelton och många fler. Soldatflamman hade svensk premiär den 16 oktober 1944.

## Rollista
| Kathryn Grayson  | – Kathryn Jones       |
| Gene Kelly       | – Private Eddie Marsh |
| Mary Astor       | – Hyllary Jones       |
| John Boles       | – Colonel Bill Jones  |
| Ben Blue         | – Chuck Polansky      |
| Frances Rafferty | – Marie Corbino       |
| Mary Elliott     | – Helen Corbino       |
| Frank Jenks      | – Sergeant Koslack    |
| Frank Sully      | – Alan                |
| Dick Simmons     | – Captain Fred Avery  |
| Ben Lessy        | – Silent Monk         |
| Mickey Rooney    | – Sig själv           |
| Judy Garland     | – Sig själv           |
| Red Skelton      | – Sig själv           |
| Eleanor Powell   | – Sig själv           |